# 189
189 (CLXXXIX) var ett normalår som började en onsdag i den julianska kalendern.

## Händelser

### Okänt datum
- Sedan Eleutherus har avlidit väljs Viktor I till påve (omkring detta år).
- Viktor I efterträder Eleuterus som påve (omkring detta år).
- Galenos publicerar sitt verk Avhandling om de olika temperamenten (även känd som Om elementen enligt Hippokrates).
- Demetrius blir patriark av Alexandria.
- Pantaenus skickas av biskopen av Alexandria till Indien för att predika kristendomen, men når mycket små framgångar.
- Liu Bian efterträder Han Lingdi som kinesisk kejsare av Handynastin.
- Dong Zhuo förgiftar Liu Bian och installerar Han Xiandi som kejsare.
- Slaget vid Sishuipasset utkämpas mellan Dong Zhuos kejserliga styrkor och en koalition ledd av Yuan Shao.

## Födda
- 7 mars – Geta, romersk kejsare 209–211
- Ling Tong, general i det kinesiska kungariket Wu

## Avlidna
- Eleutherus, påve sedan 174 eller 175 (död omkring detta år)
- He Jin, kinesisk storgeneral
- Zhang Chung och Zhang Ju, kinesiska rebeller
- Han Lingdi och Liu Bian, kinesiska kejsare av Handynastin
- Zhang Rang, en av de tio eunuckerna
- He , kinesisk kejsarinna.